# باتاویا (کشتی)
باتاویا (کشتی) (به انگلیسی: Batavia (ship)) یک کشتی کمپانی هند شرقی هلند بود. این کشتی در سال ۱۶۲۸ به عنوان کشتی پرچمدار یکی از سه ناوگان شرکت در آمستردام ساخته شد و همان سال در سفر افتتاحیه عازم باتاویا پایتخت هند شرقی هلند شد. باتاویا در ۴ ژوئن ۱۶۲۹ به مجمع الجزایر کوچک هاتمن آبرلهوس در سواحل غربی استرالیا برخورد کرد و غرق شد. 
در این سانحه دریایی ۴۰ مسافر در تلاش برای نجات خود غرق شدند، اما ۳۰۰ نفر دیگر توانستند خود را به جزیره برسانند. در حالی که کاپیتان کشتی، فرانسیسکو پلسارت، برای دریافت کمک جزیره را ترک کرده بود، جانشین او جرونیموس کورنلیس سر به شورش گذاشت و با همکاری شماری دیگر حدود ۱۲۵ نفر از بازماندگان از جمله زنان و کودکان و نوزادان را قتل‌عام کرد. او همچنین شماری از زنان را به عنوان برده جنسی گرفت. در همین حین گروهی دیگر از بازماندگان علیه او شورش کردند و سرانجام پس از بازگشت کاپیتان و نبردهای مرگبار، کورنلیس دستگیر و پس از محاکمه به همراه شش تن از افرادش اعدام شد.